# Willy Røgeberg
Willy Mads Henry Røgeberg (* 11. Dezember 1905 in Oslo; † 15. Dezember 1969 ebenda) war ein norwegischer Sportschütze.
Willy Røgeberg gewann bei den Olympischen Spielen 1936 in Berlin den Wettbewerb mit dem Kleinkalibergewehr liegend, 1936 die einzige Disziplin für Gewehrschützen. Er erzielte dabei die Höchstpunktzahl von 300 Ringen und war damit der erste Schütze, der diese Höchstpunktzahl bei einer internationalen Meisterschaft erzielte. Offizielle Weltrekorde gab es noch nicht. Er gewann in seinem Heimatland dafür die Morgenbladet-Goldmedaille.
Zwölf Jahre später fanden in London die Olympischen Spiele 1948 statt, die ersten nach dem Zweiten Weltkrieg. Røgeberg nahm am Dreistellungskampf mit dem freien Gewehr teil. Mit 1112 Ringen gewann er die Bronzemedaille hinter dem Schweizer Emil Grünig und dem Finnen Pauli Janhonen.
Bei Weltmeisterschaften gewann Willy Røgeberg ebenfalls Medaillen. Größter Erfolg war der Weltmeistertitel 1947 über 50 Meter liegend. Stehend auf 300 Meter gewann Røgeberg 1935 und 1949 jeweils Bronze. 1935 hatte er auch auf 50 Meter kniend und auf 50 Meter stehend jeweils Bronze gewonnen.